# Bonnie und Terry Turner
Bonnie und Terry Turner sind ein US-amerikanisches Autoren-Ehepaar. Zu ihren bekanntesten Produktionen gehören die Sitcoms Hinterm Mond gleich links und Die wilden Siebziger sowie der Spielfilm Wayne’s World.
Die Turners arbeiten seit den 1970er Jahren zusammen und waren zwischen 1986 und 1992 als Sketch-Schreiber für die NBC-Comedysendung Saturday Night Live tätig. Aus dort von ihnen mitentwickelten Charakteren entstanden die Drehbücher zu den Spielfilmen Wayne’s World (1992) und Wayne’s World 2 (1993). Ebenfalls auf SNL-Sketchen beruhte Die Coneheads (1993). Weitere Filme waren Die Brady Family und Tommy Boy – Durch Dick und Dünn, beide aus dem Jahr 1995.
Für NBC entwickelten sie dann die Sitcom Hinterm Mond gleich links, die von 1996 bis 2001 ausgestrahlt wurde. Ihre nächste Kreation, die Sitcom Die wilden Siebziger, lief zwischen 1998 und 2006 auf Fox. Kurzlebiger waren die Serien Normal, Ohio und That '80s Show, von denen nur je 13 Folgen für Fox produziert wurden. Die Serie Whoopi lief zwischen 2003 und 2004 mit 22 Episoden auf NBC.